# التضامن الأوروبي
التضامن الأوروبي (بالأوكرانية: Європейська Солідарність)، حزب سياسي أوكراني تم تسجيل الحزب رسميا في (2000م)